# كراون سيدني
برج كراون سيدني (أو برج تاج سيدني ويعرف أيضا باسم ون بارانغارو) هو ناطحة سحاب تقع في بارانغارو، سيدني، أستراليا. تم افتتاح البرج رسميًا في 28 ديسمبر 2020. تم تطوير المشروع من قبل شركة كراون ريزورت ليميتد، وقد تم تصميمه من قبل شركة الهندسة المعمارية البريطانية ويلكينسون آير واستغرق استكماله ما يقرب من خمس سنوات، حيث بدأ البناء في أكتوبر 2016.

## التصميم والبناء
تم تصميم المبنى من قبل ويلكينسون آير، ويتميز التصميم المعماري الفريد للمبنى بسلسلة من ثلاثة هياكل على شكل بتلات تشكل الجزء الخارجي من البرج. تلتف هذه البتلات وتنحني، مما يخلق صورة ظلال أنيقة وديناميكية يمكن التعرف عليها بسهولة في أفق سيدني. التصميم مستوحى من شكل زهرة متفتحة وكان الهدف منه ترمز إلى التفاؤل والازدهار.
يبلغ ارتفاع برج كراون سيدني 271.3 مترًا (890 قدمًا) ويضم 75 طابقًا منها 71 طابقا فوق الأرض و 4 طوابق تحت الأرض. حيث يعتبر اطول برج في سيدني وفي المرتبة الرابعة على مستوى أستراليا. يتكون البرج من 349 غرفة فاخرة، بما في ذلك 22 جناحًا وفيلتين.

## معرض الصور

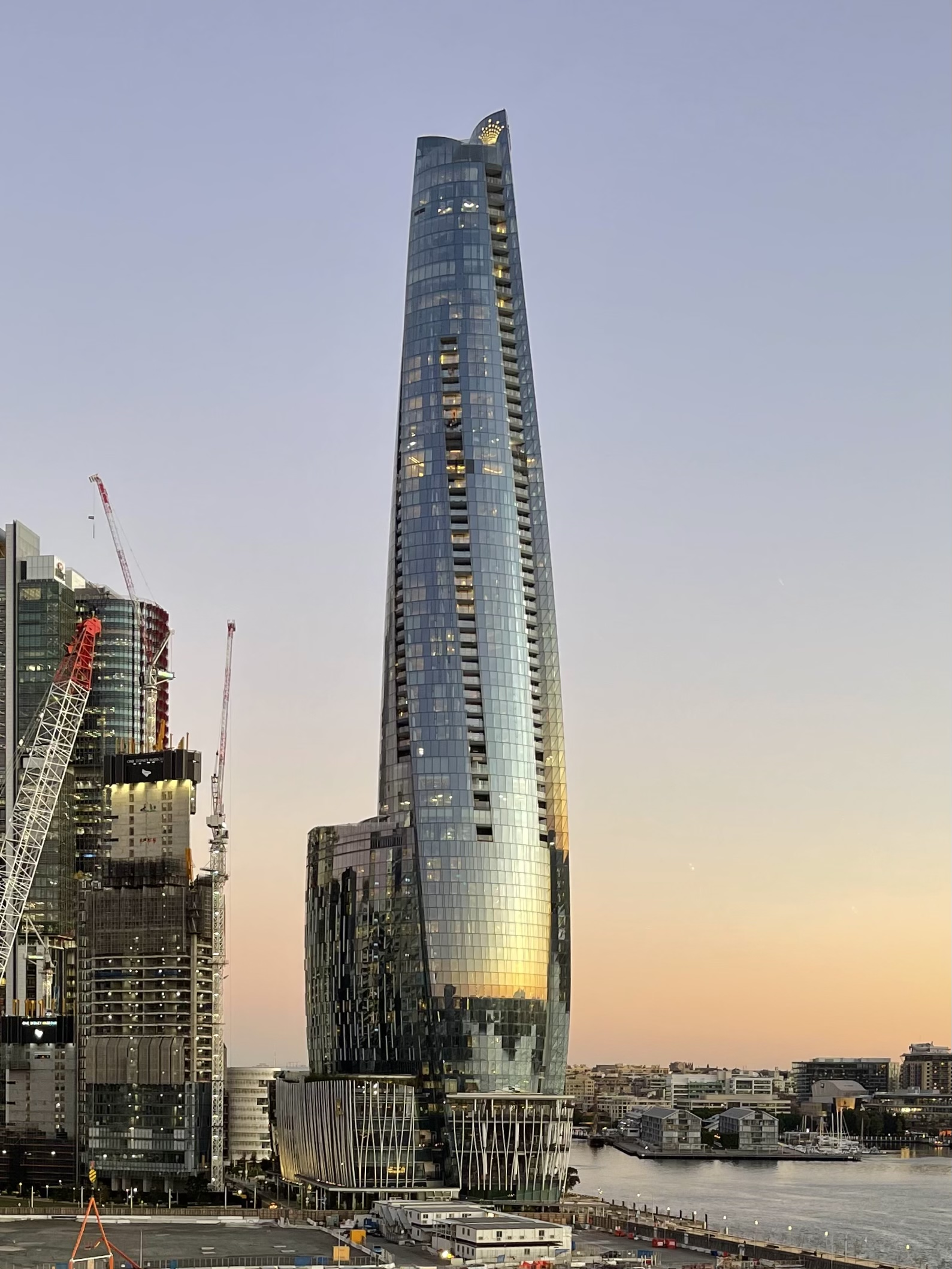
منظر برج كراون سيدني من الجانب الشمالي
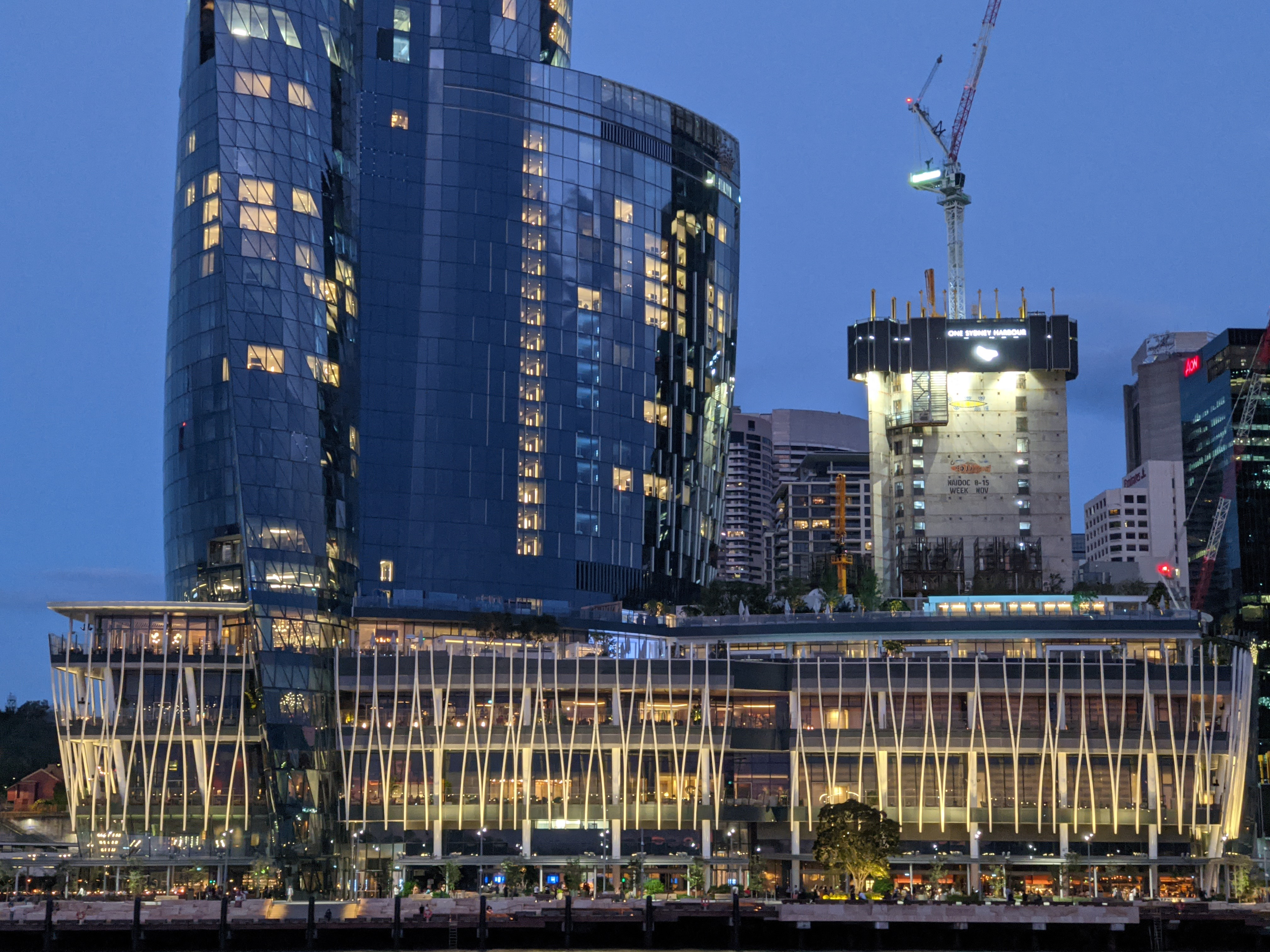
الطوابق الأرضية من الجانب الغربي
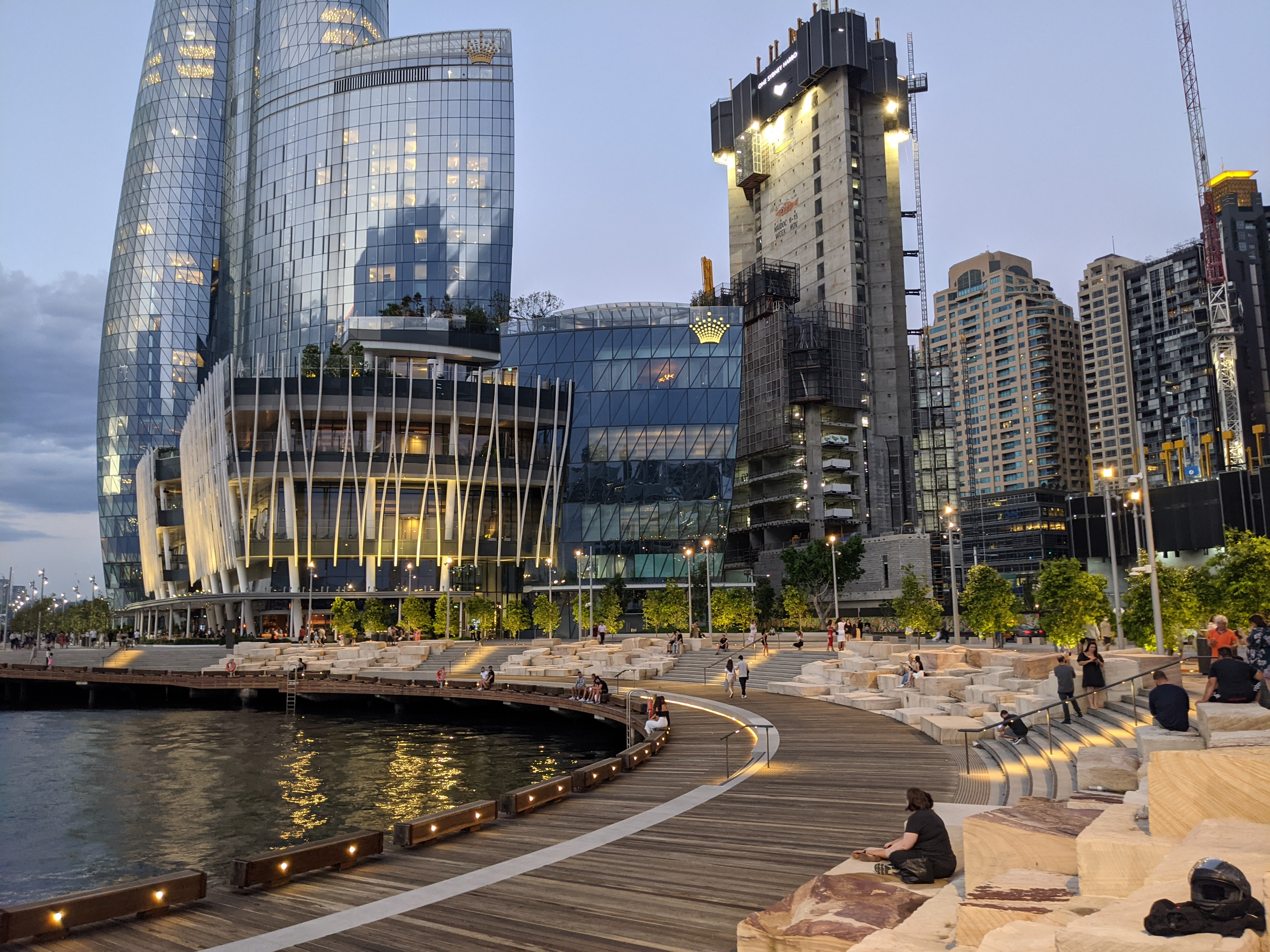
منظر من خليج واترمان
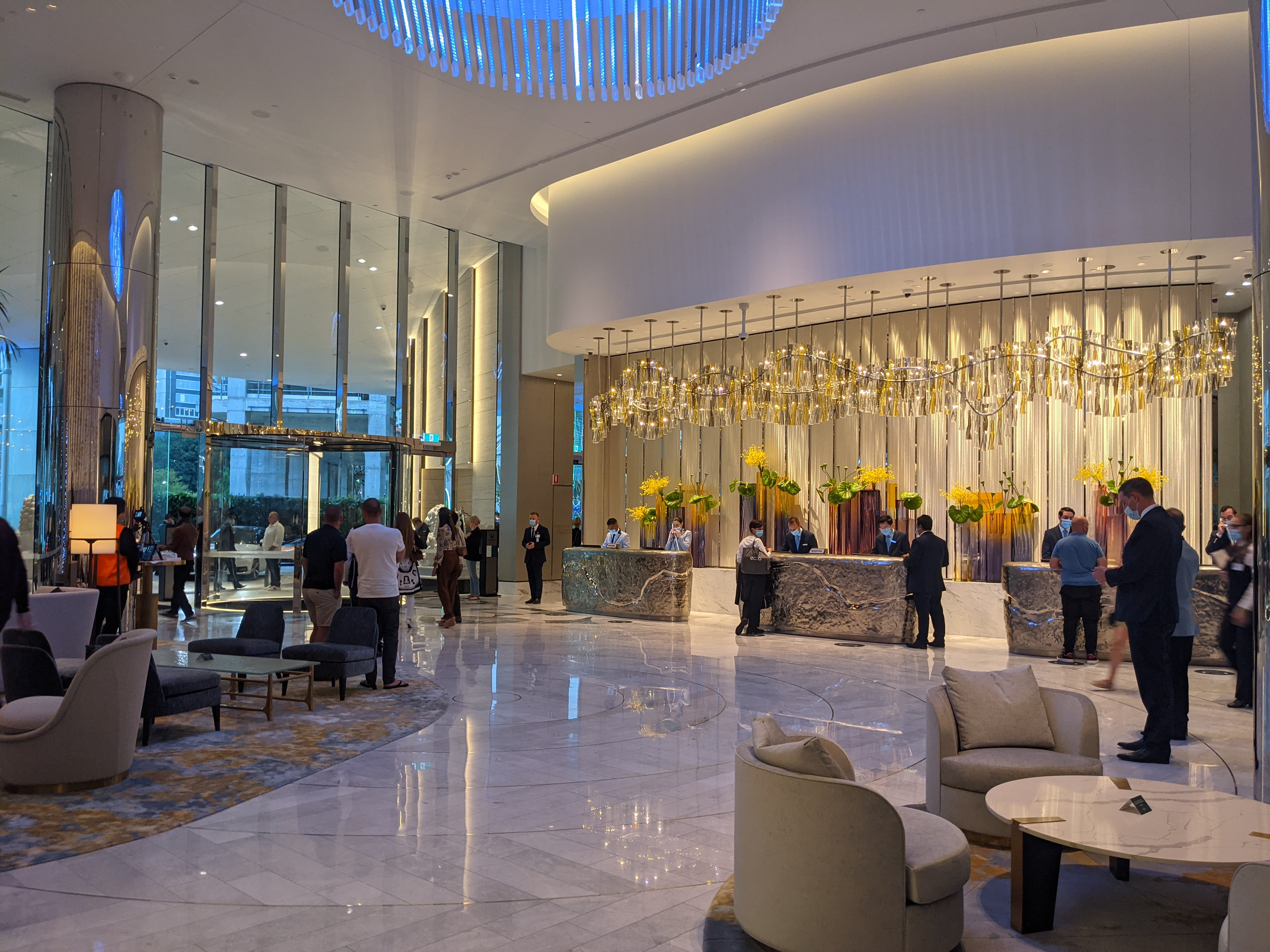
بهو الفندق الرئيسي
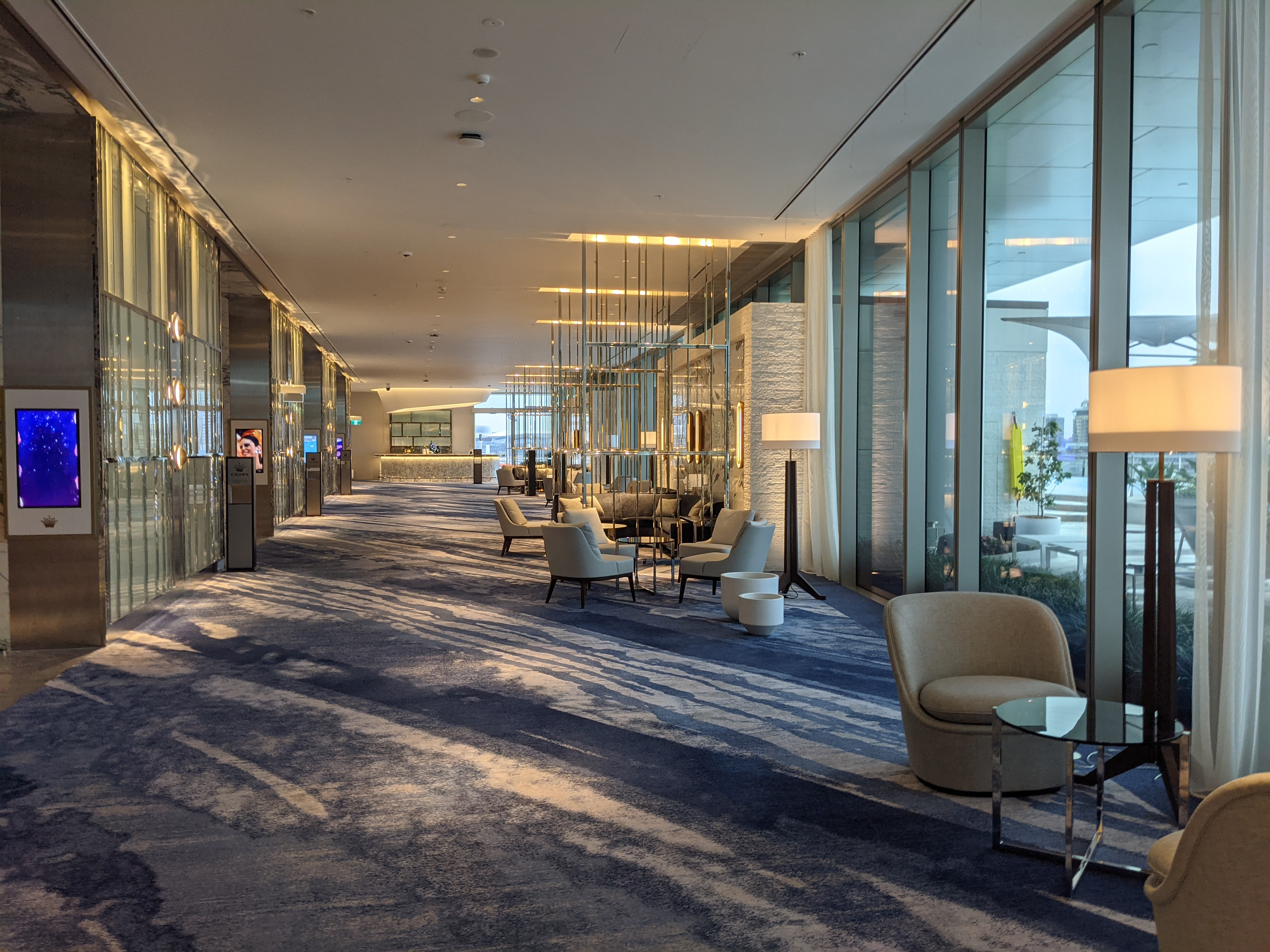
مصاعد البرج

## أنظر أيضا
- برج كيو 1
- برج أستراليا 108
- برج يوريكا